# Županija Jämtland
Jämtland (šved. Jämtlands län) po veličini je teritorija koji obuhvaća treća po redu švedska županija. Prostire se na 49 443 četvorna kilometra, što je dvanaest postotaka cijelog švedskog ozemlja. Glavni grad je Östersund, a upravno je podijeljena na osam naseljenih zona ili općina. Formirana je 1810. godine.

## Općine u Županiji Jämtland
63°21′N 13°28′E / 63.350°N 13.467°E Åre
 62°46′N 14°27′E / 62.767°N 14.450°E Berg
 62°45′N 15°25′E / 62.750°N 15.417°E Bräcke
 62°02′N 14°21′E / 62.033°N 14.350°E Härjedalen
 63°19′N 14°30′E / 63.317°N 14.500°E Krokom
 63°11′N 14°40′E / 63.183°N 14.667°E Östersund
 63°06′N 16°21′E / 63.100°N 16.350°E Ragunda
 63°51′N 15°35′E / 63.850°N 15.583°E Strömsund

## Naselja u Županiji Jämtland
| #  | Naselje                 | Općina     | Županija |
| -- | ----------------------- | ---------- | -------- |
| 1  | Albacken                | Bräcke     | Jämtland |
| 2  | Älvros                  | Härjedalen | Jämtland |
| 3  | Änge                    | Krokom     | Jämtland |
| 4  | Åre                     | Åre        | Jämtland |
| 5  | Åsarne                  | Berg       | Jämtland |
| 6  | Aspås                   | Krokom     | Jämtland |
| 7  | Backe                   | Strömsund  | Jämtland |
| 8  | Bensjö                  | Bräcke     | Jämtland |
| 9  | Bispgården              | Ragunda    | Jämtland |
| 10 | Bräcke                  | Bräcke     | Jämtland |
| 11 | Brunflo                 | Östersund  | Jämtland |
| 12 | Duved, Åre              | Åre        | Jämtland |
| 13 | Dvärsätt                | Krokom     | Jämtland |
| 14 | Fåker                   | Östersund  | Jämtland |
| 15 | Fanbyn                  | Bräcke     | Jämtland |
| 16 | Flykälen                | Krokom     | Jämtland |
| 17 | Föllinge                | Krokom     | Jämtland |
| 18 | Funäsdalen              | Härjedalen | Jämtland |
| 19 | Gäddede                 | Strömsund  | Jämtland |
| 20 | Gällö                   | Bräcke     | Jämtland |
| 21 | Gimdalen                | Bräcke     | Jämtland |
| 22 | Hackås                  | Berg       | Jämtland |
| 23 | Hallen, Åre             | Åre        | Jämtland |
| 24 | Hammarstrand (sjedište) | Ragunda    | Jämtland |
| 25 | Hammerdal               | Strömsund  | Jämtland |
| 26 | Hede, Härjedalen        | Härjedalen | Jämtland |
| 27 | Hoting                  | Strömsund  | Jämtland |
| 28 | Hunge                   | Bräcke     | Jämtland |
| 29 | Järpen (sjedište)       | Åre        | Jämtland |
| 30 | Kälarne                 | Bräcke     | Jämtland |
| 31 | Kaxås                   | Krokom     | Jämtland |
| 32 | Krokom (sjedište)       | Krokom     | Jämtland |
| 33 | Lillhärdal              | Härjedalen | Jämtland |
| 34 | Mörsil                  | Åre        | Jämtland |
| 35 | Myrviken                | Berg       | Jämtland |
| 36 | Nälden                  | Krokom     | Jämtland |
| 37 | Näsviken, Strömsund     | Strömsund  | Jämtland |
| 38 | Nyhem                   | Bräcke     | Jämtland |
| 39 | Offerdal                | Krokom     | Jämtland |
| 40 | Östersund (sjedište)    | Östersund  | Jämtland |
| 41 | Oviken                  | Berg       | Jämtland |
| 42 | Pilgrimstad             | Bräcke     | Jämtland |
| 43 | Rätan, Berg             | Berg       | Jämtland |
| 44 | Rätan                   | Härjedalen | Jämtland |
| 45 | Rissna                  | Bräcke     | Jämtland |
| 46 | Rönnöfors               | Krokom     | Jämtland |
| 47 | Rossön                  | Strömsund  | Jämtland |
| 48 | Sörbygden               | Bräcke     | Jämtland |
| 49 | Stavre                  | Bräcke     | Jämtland |
| 50 | Strömsund (sjedište)    | Strömsund  | Jämtland |
| 51 | Stugun                  | Ragunda    | Jämtland |
| 52 | Sundsjö                 | Bräcke     | Jämtland |
| 53 | Sveg (sjedište)         | Härjedalen | Jämtland |
| 54 | Svenstavik (sjedište)   | Berg       | Jämtland |
| 55 | Tandsbyn                | Östersund  | Jämtland |
| 56 | Trångsviken             | Krokom     | Jämtland |
| 57 | Ulriksfors              | Strömsund  | Jämtland |
| 58 | Undersåker              | Åre        | Jämtland |
| 59 | Vaplan                  | Krokom     | Jämtland |
| 60 | Västanede               | Bräcke     | Jämtland |
| 61 | Vemdalen                | Härjedalen | Jämtland |
| 62 | Ytterån                 | Krokom     | Jämtland |
| 63 | Ytterhogdal             | Härjedalen | Jämtland |